# The Source (film)
The Source är en dokumentär från 1999 om beatnikrörelsen. Den regisserades av Chuck Workman.

## Rollista
| Johnny Depp   | – Jack Kerouac         |
| Dennis Hopper | – William S. Burroughs |
| John Turturro | – Allen Ginsberg       |